# FlyBack
Cet article concerne le logiciel informatique. Pour les autres significations, voir Flyback.
FlyBack est un logiciel libre de sauvegarde informatique, basé sur rsync et conçu à la manière du logiciel Time Machine d'Apple inclus dans Mac OS X depuis 2007.

## Fonctionnalités
FlyBack, comme d'autres utilitaires basés sur rsync, crée des sauvegardes incrémentales des fichiers, lesquels peuvent être restaurés à tout moment dans une de leurs anciennes versions. FlyBack présente une vue chronologique d'un système de fichiers, permettant d'avoir un aperçu ou une récupération de tout fichier ou répertoire, et ceci un par un.

## Interface utilisateur
FlyBack se présente comme un gestionnaire de fichier auquel sont ajoutés des commandes permettant de remonter ou d'avancer dans le temps. Il montre les fichiers qui existent, n'existent pas, ou ont changé depuis la dernière version, et permet d'avoir leur aperçu avant la décision de les restaurer ou de les ignorer. Son interface permet également de lancer une sauvegarde manuelle.

## Préférences utilisateur
FlyBack possède très peu de préférences utilisateur :
- la localisation du backup,
- la liste d'inclusion (fichiers ou répertoires),
- la liste d'exclusion (fichiers ou répertoires),
- la programmation de l'instant de démarrage automatique d'une sauvegarde,
- la programmation de l'instant de suppression des anciennes sauvegardes.

## Prérequis
FlyBack est écrit en Python en utilisant GTK+. Ces bibliothèques ainsi que Git doivent être installées pour que le logiciel fonctionne.